# Yu Genwei
Yu Genwei, né le 19 août 1976 à Tianjin, est un footballeur chinois.